# Кучер Олександр Миколайович
Олекса́ндр Микола́йович Ку́чер (нар. 22 жовтня 1982, Київ) — український футболіст, що виступав на позиції захисника. Виступав за національну збірну України. Заслужений майстер спорту України. Після завершення кар'єри гравця — футбольний тренер.

## Клубна кар'єра
Починав спортивну кар'єру в клубі «Атлет» (Київ). Продовжував свої кроки на молодіжному рівні у структурі київського «Динамо». На професійному рівні почав грати у 2000 році у харківському «Арсеналі». Там він провів 3 роки. Зіграв 59 матчів і забив 5 голів.
2003 став гравцем донецького «Металурга». У тому ж році Олександра відправили в оренду до Вірменії в єреванський «Бананц». За вірменський клуб він зіграв 17 матчів і забив 3 м'ячі. У 2004 році гравець провів за «Металург» 9 матчів, після чого покинув клуб.
2004 року захисник приєднався до «Металіста». 2005 року Кучер перейшов до харківського «Арсеналу», за який провів 12 матчів, після чого повернувся до «Металіста» і виступав за цей клуб до 2006 року. 28 серпня 2005 року в матчі проти «Чорноморця» оформив «дубль».
17 травня 2006 року підписав контракт із донецьким «Шахтарем». Дебютний матч зіграв проти свого колишнього клубу — «Металіста», вийшовши на заміну.
Зіграв у фіналі Кубка УЄФА 2009 року, в якому «Шахтар» переміг бременський «Вердер» та першим серед українських команд за часи незалежності виграв європейський трофей. Після цього отримав звання заслуженого майстра спорту України.
У всеукраїнському дербі проти «Динамо» в 2012 році оформив «дубль».
11 березня 2015 року отримав найшвидшу в історії Ліги Чемпіонів УЄФА червону картку — на 3-й хвилині матчу проти «Баварії».
1 червня 2017 року після закінчення терміну дії контракту гравець покинув «Шахтар».

У 2019 році грав за львівські «Карпати», після чого завершив кар'єру гравця.

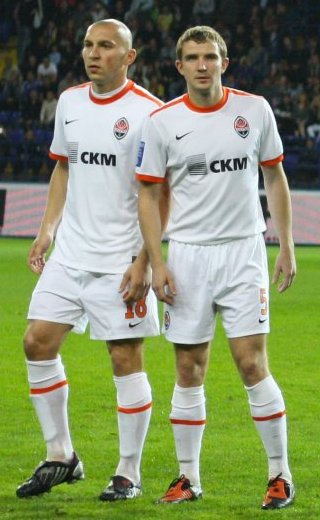
Левандовський та Кучер у складі донецького «Шахтаря»

## Міжнародна кар'єра
Дебютував за збірну 15 серпня 2006 року у товариському матчі проти Азербайджану. Перший гол у міжнародній кар'єрі забив вже 11 жовтня того ж року у матчі кваліфікації до чемпіонату Європи 2008 у ворота збірної Шотландії, реалізувавши подачу В'ячеслава Свідерського з кутового прапорця.
У складі збірної брав участь у чемпіонатах Європи 2012 і 2016 років. Грав за збірну протягом 11 років, зігравши у сумі 57 матчів й забивши 2 голи. Останнім матчем стала товариська зустріч 6 червня 2017 року зі збірною Мальти, в якій Кучер вийшов на поле в основному складі й був замінений Сергієм Кривцовим у перерві між таймами.

## Тренерська кар'єра
У березні 2020 року закінчив кар'єру гравця. Згодом у липні 2020 року був призначений на посаду головного тренера новоствореного «Металу», який у червні наступного року було перейменовано на «Металіст».
У липні 2022 року став головним тренером «Дніпра-1», перейшовши до дніпровського клубу з «Металіста» разом зі своїм помічником Юрієм Ушмаєвим, віцепрезидентом харківського клубу Євгеном Красніковим, спортивним директором клубу Папою Гує, селекціонером Жадером да Сілва і шістьма футболістами — Владиславом Рибаком, Володимиром Танчиком, Сергієм Горбуновим, Едуардом Сарапієм, Русланом Бабенком та капітаном команди Фаресом Балулі.

## Статистика клубних виступів
| Клуб                            | Сезон                           | Ліга                            | Ліга  | Ліга | Кубок | Кубок | Єврокубки | Єврокубки | Інші матчі | Інші матчі | Всього | Всього |
| Клуб                            | Сезон                           | Дивізіон                        | Матчі | Голи | Матчі | Голи  | Матчі     | Голи      | Матчі      | Голи       | Матчі  | Голи   |
| ------------------------------- | ------------------------------- | ------------------------------- | ----- | ---- | ----- | ----- | --------- | --------- | ---------- | ---------- | ------ | ------ |
| Арсенал (Х)                     | 2000–01                         | Друга ліга                      | 17    | 2    | 0     | 0     | —         | —         | —          | —          | 17     | 2      |
| Арсенал (Х)                     | 2001–02                         | Друга ліга                      | 28    | 3    | 1     | 0     | —         | —         | —          | —          | 29     | 3      |
| Арсенал (Х)                     | 2002–03                         | Перша ліга                      | 14    | 0    | 2     | 0     | —         | —         | —          | —          | 16     | 0      |
| Арсенал (Х)                     | 2004–05                         | Перша ліга                      | 12    | 0    | 0     | 0     | —         | —         | —          | —          | 12     | 0      |
| Всього за Арсенал (Х)           | Всього за Арсенал (Х)           | Всього за Арсенал (Х)           | 71    | 5    | 3     | 0     | —         | —         | —          | —          | 74     | 5      |
| Металург (Д)                    | 2002–03                         | Вища ліга                       | 1     | 0    | 0     | 0     | 0         | 0         | —          | —          | 1      | 0      |
| Металург (Д)                    | 2003–04                         | Вища ліга                       | 7     | 0    | 0     | 0     | 0         | 0         | —          | —          | 7      | 0      |
| Металург (Д)                    | 2004–05                         | Вища ліга                       | 1     | 0    | 0     | 0     | 0         | 0         | —          | —          | 1      | 0      |
| Всього за Металург (Д)          | Всього за Металург (Д)          | Всього за Металург (Д)          | 9     | 0    | 1     | 0     | —         | —         | —          | —          | 9      | 0      |
| Металург-2 (Д) (фарм)           | 2002–03                         | Друга ліга                      | 8     | 0    | —     | —     | —         | —         | —          | —          | 8      | 0      |
| Металург-2 (Д) (фарм)           | 2003–04                         | Друга ліга                      | 2     | 0    | —     | —     | —         | —         | —          | —          | 2      | 0      |
| Всього за Металург-2 (Д) (фарм) | Всього за Металург-2 (Д) (фарм) | Всього за Металург-2 (Д) (фарм) | 10    | 0    | —     | —     | —         | —         | —          | —          | 10     | 0      |
| Бананц (оренда)                 | 2003                            | Прем'єр-ліга                    | 17    | 3    | —     | —     | 2         | 0         | —          | —          | 19     | 3      |
| Всього за Бананц (оренда)       | Всього за Бананц (оренда)       | Всього за Бананц (оренда)       | 10    | 0    | 1     | 0     | —         | —         | —          | —          | 19     | 3      |
| Металіст (Х)                    | 2004–05                         | Вища ліга                       | 4     | 0    | 1     | 0     | —         | —         | —          | —          | 5      | 0      |
| Металіст (Х)                    | 2005–06                         | Вища ліга                       | 23    | 2    | 1     | 0     | —         | —         | —          | —          | 24     | 2      |
| Всього за Металіст (Х)          | Всього за Металіст (Х)          | Всього за Металіст (Х)          | 10    | 0    | 1     | 0     | —         | —         | —          | —          | 29     | 2      |
| Шахтар (Д)                      | 2006–07                         | Вища ліга                       | 14    | 0    | 3     | 1     | 5         | 0         | 0          | 0          | 22     | 1      |
| Шахтар (Д)                      | 2007–08                         | Вища ліга                       | 21    | 1    | 4     | 0     | 8         | 0         | —          | —          | 33     | 1      |
| Шахтар (Д)                      | 2008–09                         | Прем'єр-ліга                    | 15    | 0    | 2     | 0     | 11        | 0         | 1          | 0          | 29     | 0      |
| Шахтар (Д)                      | 2009–10                         | Прем'єр-ліга                    | 14    | 1    | 1     | 0     | 10        | 0         | 1          | 0          | 26     | 1      |
| Шахтар (Д)                      | 2010–11                         | Прем'єр-ліга                    | 10    | 0    | 5     | 0     | 3         | 0         | 0          | 0          | 18     | 0      |
| Шахтар (Д)                      | 2011–12                         | Прем'єр-ліга                    | 21    | 0    | 4     | 1     | 6         | 0         | 1          | 0          | 32     | 1      |
| Шахтар (Д)                      | 2012–13                         | Прем'єр-ліга                    | 15    | 3    | 4     | 0     | 7         | 0         | 1          | 0          | 27     | 3      |
| Шахтар (Д)                      | 2013–14                         | Прем'єр-ліга                    | 13    | 1    | 4     | 0     | 8         | 0         | 1          | 0          | 26     | 1      |
| Шахтар (Д)                      | 2014–15                         | Прем'єр-ліга                    | 11    | 0    | 6     | 1     | 6         | 0         | 1          | 0          | 24     | 1      |
| Шахтар (Д)                      | 2015–16                         | Прем'єр-ліга                    | 11    | 1    | 3     | 1     | 13        | 1         | 1          | 0          | 28     | 3      |
| Шахтар (Д)                      | 2016–17                         | Прем'єр-ліга                    | 22    | 0    | 1     | 0     | 6         | 0         | 0          | 0          | 29     | 0      |
| Всього за Шахтар (Д)            | Всього за Шахтар (Д)            | Всього за Шахтар (Д)            | 167   | 7    | 37    | 4     | 83        | 1         | 7          | 0          | 294    | 12     |
| Кайсеріспор                     | 2017–18                         | Суперліга                       | 21    | 0    | 6     | 0     | —         | —         | —          | —          | 27     | 0      |
| Кайсеріспор                     | 2018–19                         | Суперліга                       | 21    | 0    | 5     | 1     | —         | —         | —          | —          | 26     | 1      |
| Всього за Кайсеріспор           | Всього за Кайсеріспор           | Всього за Кайсеріспор           | 42    | 0    | 11    | 1     | —         | —         | —          | —          | 53     | 1      |
| Карпати                         | 2019–20                         | Прем'єр-ліга                    | 4     | 0    | 0     | 0     | —         | —         | —          | —          | 4      | 0      |
| Всього за Карпати               | Всього за Карпати               | Всього за Карпати               | 4     | 0    | 0     | 0     | —         | —         | —          | —          | 4      | 0      |
| Метал                           | 2020–21                         | Друга ліга                      | 0     | 0    | 0     | 0     | —         | —         | —          | —          | 0      | 0      |
| Всього за Метал                 | Всього за Метал                 | Всього за Метал                 | 0     | 0    | 0     | 0     | —         | —         | —          | —          | 0      | 0      |
| Всього за кар'єру               | Всього за кар'єру               | Всього за кар'єру               | 124   | 3    | 13    | 0     | 2         | 0         | 1          | 0          | 492    | 23     |

## Досягнення
«Шахтар»:
- Володар Кубка УЄФА: 2008/09
- Чемпіон України: 2007/08, 2009/10, 2010/11, 2011/12, 2012/13, 2013/14, 2016/17
- Володар кубка України: 2007/08, 2010/11, 2011/12, 2012/13, 2015/16, 2016/17
- Володар Суперкубка України: 2008, 2010, 2012, 2013, 2014, 2015